# Ільницький Лука Васильович
Ільницький Лука Васильович (1844 — р. см. невід.) — український громадський діяч ліберального напряму, архівіст, видавець. Член Київської громади та Південно-західного відділу Російського географічного товариства.

## Життєпис

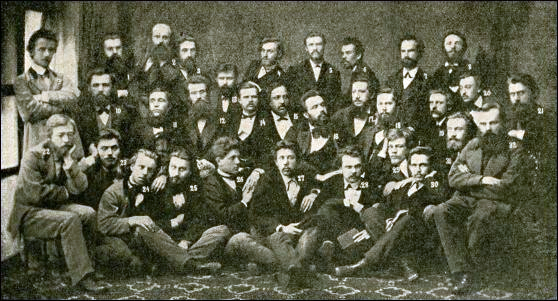
Київська «стара» громада разом зі студентською, 1874 р.
1. Драгоманів, 2. Мик. Ковалевський, 3. Білоусів, 4. Пащенко, 5. Вербицький, 6. К. Андрієвський 7. Беренштам, 8. Антепович, 9. Фаворський, 10. Ор. Левицький (делегат студентів при старій громаді), 11. Лоначевський, 12. Ів. Рудченко, 13. Ф. Вовк. 14. Левицький-Нечуй, 15. Чубинський. 16. Старицький, 17. Рубінштейн, 18. Лисенко, 19. П. Житецький, 20. Ол. Трегубів, 21. М. Воблий, 22. Волянський, 23. Костенко, 24. незвістний, 25. Матвіїв, 26. Комарецький, 27. Ір. Житецький, 28. Ол. Русів (скарбник, з касовою книгою), 29. Т. Біленький, 30. Л. Ільницький (книгар), 31. Діаконенко, 32. М. Левченко. Бракує Антоновича й кількох іще громадян.

- Закінчив Київську духовну семінарію;
- У 60-х рр. 19 ст. збирав український фольклор;
- З 1871 по 1881 рр. працював у Київському центральному архіві давніх актів;
- У 1873—1876 рр. — дійсний член Південно-західного відділу Російського географічного товариства в Києві, для якого збирав етнографічні матеріали;
- До 1885 р. — власник книгарні української книги;
- Належав до Київської громади, відомий під ім'ям Лука Веселенька;
- Був власником однієї з друкарень Києва, під своїм іменем керував видавництвом Громади;
- Розповсюджував українську літературу в Галичині та на Закарпатті. Згодом був засланий до Сибіру.

## Видавнича діяльність
- Опублікував описи двох Житомирських гродських книг 17 ст. (1875, 1882);
- У 1881 р. разом із членами Київської громади видав альманах «Луна», ряд творів українських письменників.

## Твори
- Опись актовой книги Киевского центрального архива № 13. — К.: 1882 г. — 87 с. (рос. дореф.)
- Опись актовой книги Киевского центрального архива № 14. — К.: 1875 г. — 61 с. (рос. дореф.)